# 고야의 유령
《고야의 유령》(영어: Goya's Ghosts)은 2008년에 개봉한 스페인 영화이며 밀로스 포만이 감독하고 하비에르 바르뎀이 주연한 영화이다. 중세 가톨릭의 부패와 잔혹성을 궁중화가였던 프란시스코 고야의 시각으로 그렸다.

## 줄거리
1792년 마드리드의 가톨릭 종교재판소는 고야의 판화집《카프리초스》를 심사했다. 이 작품에는 가톨릭 사제들을 괴물로 묘사하는 기괴한 그림들이 실려 있었다. 종교재판소는 고야를 이단 혐의로 고발하려 했으나 로렌조 신부는 고야를 위대한 예술가라며 두둔한다. 대신 종교재판을 강화하여 이단 박멸에 더욱 힘쓸 것을 다짐한다. 이단 단속이 강화된 후 고야의 모델이었던 아이네스가 이단으로 몰려 종교재판소에 끌려가 고문을 당한다.
부유한 상인이었던 아버지는 딸을 살리기 위해 고야에게 도움을 요청한다. 고야는 아이네스의 아버지와 가톨릭 사제를 연결시켜준다. 아이네스의 아버지는 막대한 재산을 헌금하고 성당의 재건축을 후원 할 것을 약속하고 대신 딸을 석방해달라고 간청한다. 그러나 로렌조 신부는 고문에 의한 자백이 유효함을 고집하고 간청을 거절한다. 아이네스의 아버지는 그 자리에서 로렌조 신부를 고문하여 스스로를 원숭이라고 인정하는 문서에 서명하게 한다. 망신스러운 문서를 공개한다는 협박에 로렌조 신부는 마지못해 추기경에게 아이네스의 석방을 간청한다. 종교재판소의 추기경은 돈만 받고 석방은 거절한다. 로렌조 신부는 성당의 지하감옥에서 아이네스를 겁탈하여 그녀는 감옥에서 신부의 아이를 낳는다. 아이네스의 석방이 불발에 그치자 문제의 문서가 공개되고 로렌조 신부는 도망자 신세로 전락한다.
15년 후 프랑스 혁명이 온 유럽을 휩쓸었다. 로렌조 신부는 프랑스 혁명에 가담해 프랑스군과 함께 점령자로 스페인에 돌아온다. 프랑스 혁명군은 스페인을 침공해 종교재판소를 폐지하고 감옥에 갇힌 사람들을 석방한다. 소녀는 만신창이가 되어 감옥에서 나오지만 가족은 모두 살해당하고 고야를 찾아간다. 아이네스는 고야에게 감옥에서 신부의 아이를 낳았으며 그 아이를 찾기 위해 도와달라고 부탁한다. 아이네스의 아이는 수녀원에 보내졌다 그곳을 탈출해 창녀가 되었다. 고야는 아이네스를 도와 아이를 찾기 위해 로렌조에게 도움을 요청한다. 로렌조는 자신의 과거가 탄로날 것이 두려워 아이네스는 정신병원에 감금하고 자신의 딸은 미국으로 보내 버린다. 그러나 딸은 미국으로 끌려 가던중 영국군의 습격을 받아 영국군 장교한테 가게 된다. 그 후 영국의 참전으로 스페인에서 프랑스군이 쫓겨나고 종교재판소는 다시 문을 열었다. 로렌조는 프랑스군과 함께 도망치다 붙잡혀 종교재판소에서 유죄 판결을 받고 처형당한다. 아이네스는 죽은 로렌조의 손을 잡고 그의 시신이 실린 수레를 따라가고 고야 역시 아이네스의 뒤를 따른다.

## 작품의 의의
“이성이 잠들면 괴물이 깨어난다.”
고야의 판화집 《카프리초스》의 부제에는 이렇게 적혀있다. 영화는 고야의 눈으로 18세기 스페인에서 벌어진 가톨릭 종교재판소의 광기를 통해 우리의 이성이 잠들면 종교가 어떻게 괴물로 변해 인간을 집어 삼키는 지 여실히 보여주고 있다.

## 등장인물
- 로렌조 신부(하비에르 바르뎀)
- 프란시스코 고야(스텔란 스카르스고르드)
- 아이네스(나탈리 포트만)

## 한국판 성우진(KBS) (2008년 10월 19일)
- 설영범 - 고야(스텔란 스카르스고르드)
- 유해무 - 로렌조(하비에르 바르뎀)
- 유지원 - 이네스/알리시아(나탈리 포트만)
- 안종국 - 재판소장(미셸 롱스달)
- 김소형 - 빌바투아(호세 루이스 고메즈)
- 서문석 - 카를로스 4세(랜디 퀘이드) / 종교 재판소 인원
- 정옥주 - 여왕(마벨 리베라) / 로렌조의 아내
- 장우영 - 빌바투아의 아내(블랑카 포르티요) / 술집 손님
- 원호섭 - 나폴레옹(크레이그 스티븐) / 교회 신도
- 윤세웅 - 조세프(줄리안 워드험) / 술집 손님 / 교회 신도
- 이규석 - 앙헬(유나 유가데) / 경비원 / 술집 손님 / 프랑스 군인
- 최정호 - 이네스의 오빠(페르난도 티엘브) / 교회 신도 / 프랑스 군인